# Aristot
Aristot (Arestothe) es una entidad singular de población del término municipal del Pont de Bar, a la comarca del Alto Urgel.
El pueblo se sitúa en la cima de una colina que domina el valle del río Segre. Las casas se extienden alrededor de la iglesia parroquial de [San Andrés], de estilo románico, que ha sido objeto de varias restauraciones a lo largo del tiempo. Un ramal de la carretera N-260 es su principal vía de comunicación.
Aristot tuvo un castillo que defendía el Condado de Cerdaña frente al Vizcondado de Castellbó. Documentado desde el siglo IX, Arnau I de Castellbò, después de apoderarse de él, lo derribó en 1209. Más tarde, en 1229, el caballero Guillem de Urtx lo reconstruye. Sin embargo, sus descendientes, el año 1301 deciden venderlo, con la mitad de su patrimonio, al rey Jaime de Mallorca.
El 28 de septiembre de 1713, en las postrimerías de la guerra de sucesión española, el general José Moragues, gobernador de la Fortaleza de Castellciutat, firmaba la capitulación y entregaba la fortaleza a las tropas borbónicas. 
El texto de las capitulaciones fue recogido por Francesc de Castellví y Obando en las "Narraciones Históricas".

## Geografía humana

### Demografía
| Gráfica de evolución demográfica de Aristot entre 1842 y 1960 |
| |
| Población de derecho según los censos de población del INE Población de hecho según los censos de población del INEEntre el censo de 1857 y el anterior, crece el término del municipio porque incorpora a 255104 (Castellnou de Carcolse) Entre el censo de 1970 y el anterior, este municipio desaparece porque se integra en el municipio 25030 (Aristot Toloriu) |

Fue municipio independiente hasta el año 1970 cuando agregó a Toloriu, como precursor del actual municipio de El Pont de Bar.